# Рылов, Артур Игоревич
Арту́р И́горевич Рыло́в (12 апреля 1989, Вологда, СССР) — российский футболист, полузащитник.

## Карьера
Воспитанник волгоградского спортивного интерната при клубе «Ротор», где находился с 14 лет. В одной возрастной группе с Рыловым занимались Александр Сапета, Александр Ставпец и Сергей Шудров. После интерната тренировался в юношеских командах клуба «Сатурн» из подмосковного города Раменское.
Профессиональную карьеру начал в 2007 году в клубе «Москва», в том сезоне провёл 29 матчей, в которых забил 3 мяча, за дублирующий состав клуба. В феврале 2008 года впервые отправился на сборы в основном составе, в котором дебютировал 4 апреля 2008 года, выйдя на замену во втором тайме 4-го тура чемпионата против «Химок», всего в том сезоне сыграл 2 матча в основе. Помимо этого, провёл 28 игр и забил 7 мячей за молодёжный состав.
27 марта 2010 года стал игроком самарских «Крыльев Советов». 26 августа 2010 года на правах аренды перешёл в «Спартак» из Нальчика. В новом клубе дебютировал 12 сентября в матче против «Крыльев Советов» выйдя на замену вместо Голича.
В мае 2012 года получил вызов во вторую сборную России.
30 мая 2012 года подписал трехлетний контракт с волгоградским «Ротором». С ним же подписал контракт в 2017 году. В 2018 году перешёл в «Кубанскую Корону».

## Клубная статистика
| Клуб             | Сезон            | Чемпионат        | Чемпионат | Чемпионат | Кубок | Кубок | Итого | Итого |
| Клуб             | Сезон            | Уров.            | Игры      | Голы      | Игры  | Голы  | Игры  | Голы  |
| ---------------- | ---------------- | ---------------- | --------- | --------- | ----- | ----- | ----- | ----- |
| Москва           | 2008             | I                | 2         | 0         | 0     | 0     | 2     | 0     |
| Москва           | 2009             | I                | 2         | 0         | 0     | 0     | 2     | 0     |
| Москва           | Итого            | Итого            | 4         | 0         | 0     | 0     | 4     | 0     |
| Крылья Советов   | 2010             | I                | 2         | 0         | 0     | 0     | 2     | 0     |
| Спартак-Нальчик  | 2010             | I                | 7         | 0         | 0     | 0     | 7     | 0     |
| Торпедо (Москва) | 2011/2012        | II               | 48        | 5         | 1     | 0     | 49    | 5     |
| Ротор            | 2012/2013        | II               | 30        | 3         | 1     | 0     | 31    | 3     |
| Ротор            | 2013/2014        | II               | 34        | 2         | 3     | 0     | 37    | 2     |
| Ротор            | Итого            | Итого            | 64        | 5         | 4     | 0     | 68    | 5     |
| Шинник           | 2014/2015        | II               | 0         | 0         | 0     | 0     | 0     | 0     |
| Всего за карьеру | Всего за карьеру | Всего за карьеру | 125       | 10        | 5     | 0     | 130   | 10    |